# Hundraårskriget
Hundraårskriget är en samlande benämning på en rad väpnade konflikter mellan England och Frankrike under den sena medeltiden från 1337 till 1453. Krigen kom att bli avgörande för hur den politiska situationen på kontinenten danades eftersom Frankrike etablerades som centraliserad nationalstat och engelsmännen slutligen fick ge upp sina anspråk på Frankrike. Kriget blev också avgörande inom krigskonsten; engelsmännen gjorde slut på den beridne riddarens tid och infanteriet dominerade därefter Europas slagfält. Kriget tog aldrig slut på pappret. Länderna kom endast överens om vapenvila.
Konfliktämnen var dels intressemotsättningar i Guyenne, som den engelske kungen sedan 1259 hade i förläning, men där franska kronan försökte kringskära vasallens rättigheter, dels intressemotsättningar i Flandern, Englands avsättningsområde för sin ull, landets viktigaste exportvara. I Flandern, ett tidigt från franska kungen nästan oavhängigt län, ingrep franske kungen på adelns sida i kampen mot borgarskapet, som kom att söka engelskt stöd. Hotat i sina handelsintressen – i Flandern gällde det ullexporten, i Guyenne vinimporten, samt motarbetat av Frankrike i konflikten med Skottland, ingrep England 1337 i de flandriska striderna, med hänvisning till Edvard III:s arvsanspråk på den franska tronen.
Filip IV av Frankrike (även känd som ”Filip den sköne”) hade avlidit 1314 och efterträtts av sina söner Ludvig, Filip och Karl i tur och ordning. När alla tre hade avlidit utan att efterlämna någon manlig tronarvinge, fick 1328 Filip IV:s brorson bli monark som Filip VI. Men det kunde inte Filip IV:s dotter Isabella, nu engelsk drottning, finna sig i. Hennes son Edvard III av England krävde den franska tronen. Frankrike hade fyra till fem gånger så många invånare som England, men var inte motsvarande starkare. Frankrike var uppdelat i ett flertal förläningar, vilket gjorde att Filip VI inte kunde lita helt på sina vasaller. Därför vågade Edvard III sätta militär makt bakom sina krav.

## Krigsförlopp

### De franska bakslagens tid
Den franska flottan patrullerade aktivt engelska kanalen och oron steg i England för att fransmännen skulle försöka sig på en invasion, och man tog därför initiativet. År 1340 besegrades den franska flottan grundligt i sjöslaget vid Sluys, varpå den engelska armén under ledning av Edward III steg iland på kontinenten. Det franska nederlaget vid Sluys var av enorm omfattning; av de 213 franska skeppen, togs 190 och 16 000–18 000 fransmän dödades. Frankrikes kung Filip VI mötte den engelska armén vid Crécy den 26 augusti 1346, och besegrades där. Nederlaget berodde på engelsmännens användning av långbågsskyttar; när de franska tunga riddarna gick till anfall, överöstes de med svärmar av dödliga pilar som slog dem till marken och bröt formeringarna. Slaget vid Crécy blev början till slutet för riddartiden.
År 1341 utbröt det bretonska tronföljdskriget, som blev ett sekundärt skådespel till den fransk-engelska konflikten. År 1347 intog Edward III Calais efter en belägring, och staden skulle sedan bli en viktig engelsk stödjepunkt på kontinenten. Från ca 1348 drog också digerdöden fram över Europa, där både Frankrike och England drabbades hårt.
Engelsmännen hade också sedan gammalt stora besittningar i Gascogne, kring Bordeaux. Dessa var underställda prinsen av Wales, Edward, även kallad den svarte prinsen. År 1356 företog han därifrån ett plundringståg in på fransk mark, där den nye franske kungen Johan den gode marscherade mot honom med 11 000 man. Vid Poitiers möttes de två arméerna och utkämpade en bitter batalj den 19 september 1356. Återigen besegrades den franska riddarhären. Kung Johan greps av engelsmännen och hölls därefter med kortare avbrott fången i England intill sin död 1364.
Det föll på den unge kronprinsen, Karl, att axla det franska rikets bördor. Skickligt hanterade han de enorma interna kriser landet stod inför; Bondeuppror drog fram i norra Frankrike (La Jacquerie), Parisborgarna gjorde uppror under Étienne Marcel och Karl II av Navarra konspirerade tillsammans med engelsmännen för att ta kungakronan ifrån honom, men med goda rådgivare och begåvade militärer vid sin sida, lyckades kronprinsen hantera stormen.

### Karl V återupprättar Frankrike

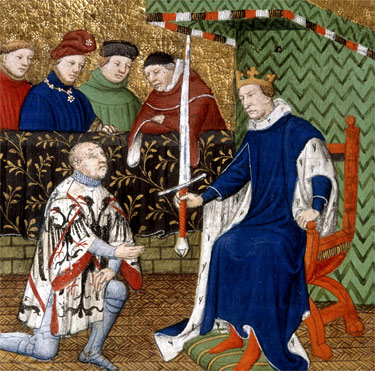
Karl V:s begåvade härförare Bertrand du Guesclin vände hela situationen till Frankrikes fördel genom att undvika att möta fiendens arméer i stora fältslag på öppna fält. Han var en briljant gerillakrigare, men källorna säger att han var ful som stryk.

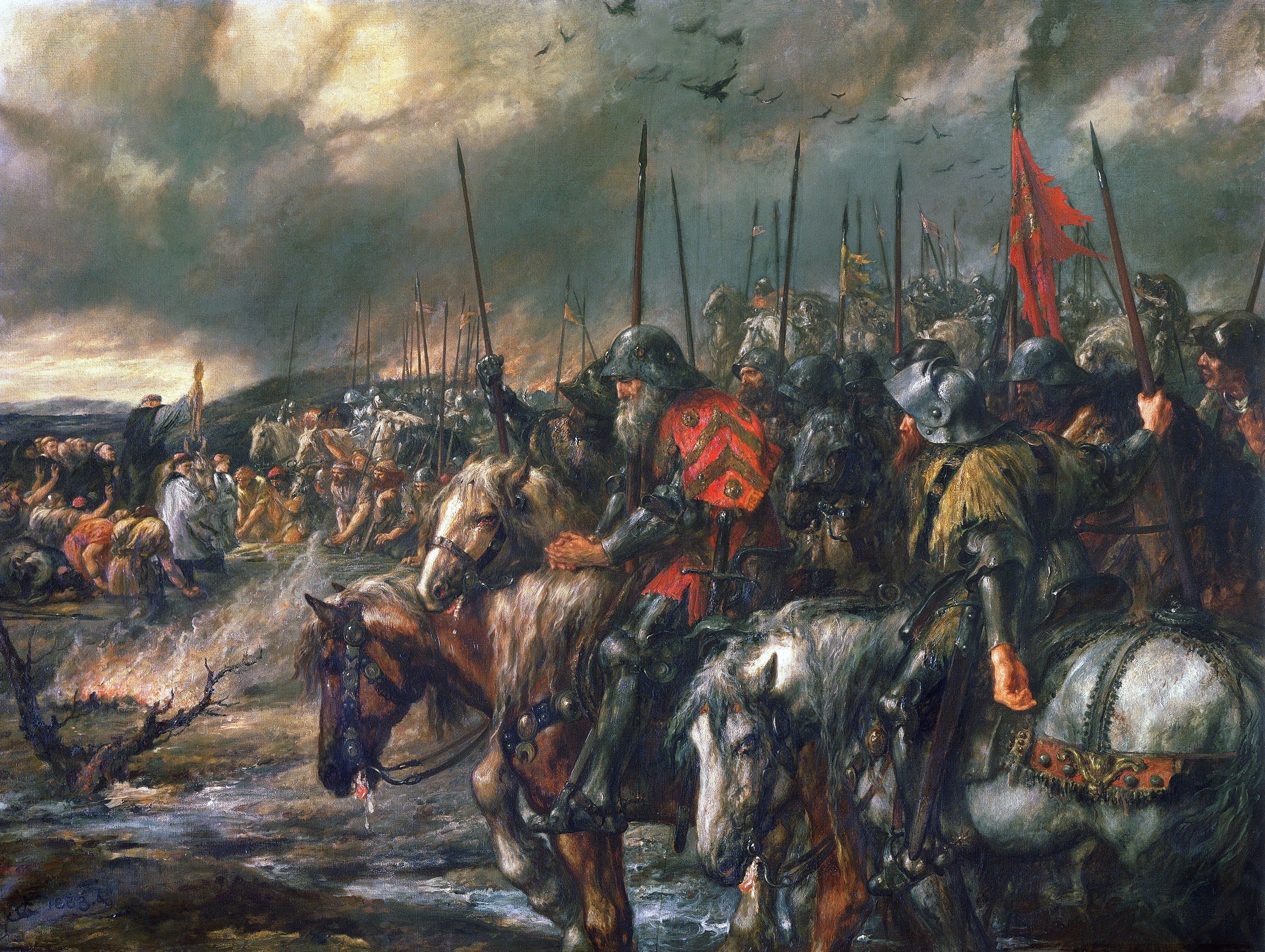
Slaget vid Azincourt 1415 blev den tredje stora engelska segern under hundraåriga kriget. Kung Henrik V besegrade med sina långbågsskyttar de tunga, bepansrade franska riddarmassorna som stormade rakt in i engelsmännens mördande pilregn.

År 1360 slöts en mellanfred i Brétigny med engelsmännen. Kung Edvard frånträdde såväl sina anspråk på den franska tronen som på huset Plantagenets forna besittningar, Normandie, Anjou, Touraine samt länsöverhögheten över Flandern. I gengäld erhöll han med full besittningsrätt de stora sydfranska förläningarna Guienne, Gascogne och Poitou och likaså Calais och Guînes. Slutligen bestämdes en mycket hög lösesumma för den fångne kung Johan, som frigavs mot ställandet av gisslan. Men då Frankrike inte kunde betala löspenningen återvände han till England, där han dock inte längre behandlades som fånge.
Johan den gode avled år 1364 i hedersam fångenskap i England och kronprins Karl kröntes till kung Karl V. Denne skulle gå till historien som "den vise" och hans regeringstid i Frankrike var en andningspaus i kriget och en skinande storhetstid i landets historia, även om den endast var en parentes. Kungen dock inledde successivt striderna igen från år 1369. Kungen satte Bertrand du Guesclin i spetsen för Frankrikes arméer, och med den begåvade härföraren återtog Frankrike sin förlorade militära stolthet, för Du Guesclin hade lärt sig av de tidigare misstagen från Crécy och Poitiers och undvek att konfrontera engelsmännen i stora fältslag ute på de öppna fälten, och använde sig av ren gerillakrigföring istället. De engelska områdena i Frankrike föll till den franska kronan ett efter ett och vid Karl V:s regeringstids slut återstod endast ett fåtal stödjepunkter under den engelska flaggan.
Kriget fördes även in i Spanien där Frankrike tog parti för Kastilien och England för Portugal i ett blodigt krig som utspelades på Iberiska halvön. För Frankrikes del var kriget av sekundär betydelse; franske kungen var mest intresserad att hitta uppgifter åt arbetslösa soldater som annars drog omkring och plundrade den franska landsbygden och han såg en fördel i att marschera dem till Spanien för att bedriva krig. Bertrand du Guesclin ledde operationen men blev besegrad i slaget vid Nájera av den svarte prinsen.
Den svarte prinsen dog dock år 1376 och efter det avstannade kriget mellan Frankrike och England eftersom även skottarna hotade den norra engelska gränsen. År 1389 slöts en regelrätt vapenvila. Vid Karl V:s död år 1380 var Frankrike ett väloljat statsmaskineri, en av Europas ledande makter, och han efterlämnade ett Frankrike i toppform.

### England på frammarsch igen
Den nye engelske kungen Henrik V var till en början bunden av en rad interna strider i sitt eget kungadöme och kunde inte ta sig an fransmännen innan 1414. Under tiden gick Frankrike in i en mörk period under kung Karl VI som led svårt av psykiska åkommor och rikets ledning försvagades avsevärt. Henrik V återkrävde de engelska besittningar som gått förlorade i Frankrike och 1414 landsteg han med en armé på kontinenten.
Han gick inte mot Paris, utan valde att göra ett plundringståg i norra Frankrike. De franska riddarna mobiliserade traditionellt en enorm ryttararmé och mötte engelsmännen vid Azincourt den 25 oktober 1415. Fransmännen gick rakt in i den engelska fällan och den franska riddararmén utplånades totalt av de engelska långbågsskyttarna. Azincourt var det tredje stora franska nederlaget under hundraårskriget.
Frankrike räddades endast av att den sinnessvage kung Karl VI slöt ett avtal med Henrik V 1420 där han lovade sin dotter som hustru åt den engelske kungen. Karls egen son Karl VII förklarades å sin sida illegitim, och engelsmännen hoppades att barnet i äktenskapet mellan Henrik V och Karl VI:s dotter skulle ge en son som utan tvekan skulle kunna utropas till Frankrikes och Englands gemensamme kung.
Efter Azincourt tog engelsmännen slutligen Paris och stora delar av norra Frankrike föll under engelsk makt. Endast i de centrala delarna av Frankrike, fortsatte striderna intensivt och engelsmännen satte Orléans under belägring 1429. Det var i detta desperata läge som Frankrikes oväntade räddare gjorde sitt inträde på scenen - en ung bondflicka från Domrémy.

### Jeanne d'Arc och den franska segern
Jeanne d'Arc sade sig vara ledd av röster från Gud och helgonen, och ansåg sig vara sänd av de högre makterna att rädda Frankrike från den prekära situation som uppstått. Allteftersom ryktet om henne spred sig, lyckades hon få audiens hos kronprins Karl VII som övertygades om hennes gudomliga uppgift och utrustade henne med en mindre ryttarstyrka. Med dessa trupper gick hon mot Orléans och lyckades tvinga bort engelsmännen. 
Segern vid Orléans var så moraliskt inspirerande att hela centrala Frankrike reste sig, och någon tid därefter vann fransmännen seger vid Patay och Jeanne ledde kronprinsen till Reims där han slutligen kröntes till kung. Jeanne d'Arc fortsatte med att försöka återta Paris, men det misslyckades nedanför stadens murar och hon fick se sig besegrad; någon tid därefter, 1430, blev hon tillfångatagen av burgunderna som sålde henne till engelsk fångenskap. Den 30 maj 1431 brände engelsmännen henne på bål i Rouen.
1435 gick Burgund över till franska sidan och allierade sig med Karl VII och gav helt enkelt tillbaka Paris till den franska kronan. Därefter använde sig fransmännen återigen av gerillakrigföring för att störa engelsmännen och det gav resultat. 1449 återtog fransmännen Rouen, 1450 besegrade de en större engelsk armé vid Formigny och 1453 utkämpades hundraårskrigets sista slag vid Castillon där man använde sig av kanoner. Engelsmännens enda kvarvarande besittning på kontinenten var därmed Calais. Kanalöarna tillhör också engelska kronan alltsedan hundraårskrigets tid.